# جاست کاز ۳
جاست کاز ۳ (به انگلیسی: Just Cause 3) (آرمان عادلانه) یک بازی ویدئویی جهان باز در سبک اکشن-ماجراجویی است که توسط استودیو آوالانچ توسعه یافته و به‌وسیلهٔ شرکت اسکوئر انیکس منتشر شده است. این بازی سومین قسمت از مجموعه بازی‌های جاست کاز به‌شمار می‌رود و دنبالهٔ نسخه جاست کاز ۲ در سال ۲۰۱۰ است. جاست کاز ۳ در ۱ دسامبر ۲۰۱۵ برای ایکس‌باکس وان، پلی‌استیشن ۴، و مایکروسافت ویندوز منتشر شد.

## داستان
داستان جاست کاز ۳ شش سال بعد از رخدادهای جاست کاز ۲ روایت می‌شود. مانند قبل ریکو رودریگز شخصیت اصلی بازی بوده ولی کمی سنش بالاتر رفته و باید با ژنرال سباستیانو دی راولو بجنگد. در واقع این ژنرال قصد دارد تا کل دنیا را تسخیر کند. او در حال کشیدن نقشه برای رسیدن به هدف خود است که ناگهان ریکو ظاهر شده و سعی در متوقف کردن اهداف او دارد. ریکو در این بازی با دوستان دوران کودکی خود و دانشمندی به نام دیما ملاقات می‌کند و با همکاری هم و یک گروه شورشی سعی در سرنگونی ژنرال دارند. آنها در ابتدا قصد دارند تا پایتخت مدیچی را آزاد کنند و بعد مکانی به نام Vis Electra که نیروگاه برق است را از بین ببرند. ژنرال که از موفقیت آن‌ها در انجام نقشه و شورش ریکو بسیار خشمگین می‌شود، به مامورانش دستور می‌دهد تا Costa del Porto را نیز نابود سازند. ریکو و دوستانش متوجه می‌شوند که باید جلوی ژنرال را برای استفاده از مادهٔ منفجره (یعنی سلاح هسته‌ای BAVARIUM) برای تسخیر جهان را بگیرند. بعد از اتفاقاتی که برای جلوگیری از نقشه‌های شیطانی این ژنرال انجام می‌گیرد، در نهایت جنگی بین شورشیان و ارتش ژنرال صورت می‌پذیرد و ستاد مرکزی فرماندهی او به‌طور کلی نابود می‌شود. در این اتفاق دیما کشته می‌شود.
بعد از نابودی ستاد مرکزی فرماندهی، ریکو و دوستانش متوجه می‌شوند که هلیکوپتری با زره Bavarium به سمت جزیرهٔ آتش فشانی رفته و هنوز برنگشته. ژنرال دی راولو در آن هلیکوپتر است؛ بنابراین، ریکو هم معطل نمی‌کند و با جت به طرف جزیره می‌رود تا ژنرال را نابود کند. زمان رسیدن به آتش فشان ریکو از جت پیاده شده و نزدیک آتش فشان می‌رود. ناگهان ژنرال با هلیکوپتر ظاهر می‌شود تا با ریکو بجنگد. سر انجام ریکو موفق به زمین زدن هلیکوپتر می‌شود. هلیکوپتر سقوط می‌کند و آتش همه جا شعله‌ور می‌شود. اما ژنرال هنوز زنده است. ریکو هم همان جاست. بین ریکو و ژنرال یک هفت تیر است که ریکو آن را برمی‌دارد و ژنرال را هدف می‌گیرد. دیالوگ‌هایی رد و بدل می‌شود. در اینجا بازیکن دو انتخاب دارد: ژنرال را با تیر بزند و بازی تمام شود. یا ژنرال را نکشد؛ در این صورت، ژنرال خودش را در شعلهٔ آتش می‌اندازد و خودکشی می‌کند. در ضمن راز مهمی را قبل از خودکشی فاش می‌کند. رئیس ریکو یعنی تام شلدون مخفیانه معامله‌ای با ژنرال کرده بود که در جریان این معامله، پدر و مادر ریکو به قتل رسیدند.